# Florian Nüßle
Florian Nüßle (ur. 18 grudnia 2001 w Grazu) – austriacki snookerzysta.  W 2017 roku, mając 16 lat, został najmłodszym mistrzem swojego kraju w snookerze.

## Kariera

### Turnieje krajowe
Florian Nüßle zainteresował się snookerem jako dziecko i zaczął grać w bilard gdy miał pięć lat. W młodości przez pięć lat grał w piłkę nożną w klubie SK Sturm Graz oraz w golfa, ale ostatecznie wybrał snookera. Po uzyskaniu świadectwa ukończenia szkoły średniej wyjechał do Wielkiej Brytanii z zamiarem zostania profesjonalnym graczem. 
Po raz pierwszy wziął udział w młodzieżowych mistrzostwach Austrii w 2007 roku i w wieku 13 lat zdobył swój pierwszy tytuł mistrza kraju w kategorii wiekowej do lat 16, broniąc go przez kolejne dwa lata. W 2015 roku zdobył tytuł mistrza świata do lat 21 i bronił go w kolejnych latach. W wieku 16 lat został najmłodszym graczem, który zdobył mistrzostwo Austrii. W tym samym sezonie został także numerem jeden w rankingu Austriaków. W 2018 roku zagrał  w finale z Andreasem Plonerem, wygrywając 5–2.

### Turnieje międzynarodowe
Po zdobyciu pierwszego młodzieżowego tytułu mistrza kraju, brał udział w Mistrzostwach Europy U-21 w Snookerze EBSA i Mistrzostwach Świata U-21 w Snookerze IBSF. Podczas turnieju w 2017 roku dotarł do ćwierćfinału. W tym samym roku wziął udział także w Mistrzostwach Świata w Snookerze IBSF, docierając do półfinału, w którym przegrał z późniejszym mistrzem Pankajem Advanim 4–7.  Od 2017 roku brał udział w corocznym Paul Hunter Classic. W 2018 roku pokonał profesjonalnego gracza Elliota Slessora.

## Występy w turniejach w karierze
| Ranking                      |               | [ a ]         | [ a ]         | [ a ]         | [ a ]         | [ a ]         | [ a ]         | [ b ]         |               |               |               |               |               |
| Turnieje rankingowe          |               |               |               |               |               |               |               |               |               |               |               |               |               |
| Championship League          | nierankingowy | nierankingowy | nierankingowy | A             | RR            | RR            | RR            | RR            |               |               |               |               |               |
| Xi'an Grand Prix             | nie rozegrano | nie rozegrano | nie rozegrano | nie rozegrano | nie rozegrano | nie rozegrano | A             |               |               |               |               |               |               |
| Saudi Arabia Masters         | nie rozegrano | nie rozegrano | nie rozegrano | nie rozegrano | nie rozegrano | nie rozegrano | A             |               |               |               |               |               |               |
| English Open                 | A             | A             | A             | A             | A             | A             | A             |               |               |               |               |               |               |
| British Open                 | nie rozegrano | nie rozegrano | nie rozegrano | A             | A             | A             | A             | LQ            |               |               |               |               |               |
| Wuhan Open                   | nie rozegrano | nie rozegrano | nie rozegrano | nie rozegrano | nie rozegrano | A             | A             | LQ            |               |               |               |               |               |
| Northern Ireland Open        | A             | A             | A             | A             | A             | A             | LQ            |               |               |               |               |               |               |
| International Championship   | A             | A             | A             | nie rozegrano | nie rozegrano | A             | A             |               |               |               |               |               |               |
| UK Championship              | A             | A             | A             | A             | A             | A             | LQ            |               |               |               |               |               |               |
| Shoot Out                    | A             | A             | A             | A             | 1R            | 1R            | QF            |               |               |               |               |               |               |
| Scottish Open                | A             | A             | A             | A             | A             | A             |               |               |               |               |               |               |               |
| German Masters               | A             | A             | A             | LQ            | A             | A             |               |               |               |               |               |               |               |
| Welsh Open                   | A             | A             | A             | A             | A             | A             |               |               |               |               |               |               |               |
| World Open                   | A             | A             | A             | nie rozegrano | nie rozegrano | A             |               |               |               |               |               |               |               |
| World Grand Prix             | DNQ           | DNQ           | DNQ           | DNQ           | DNQ           | DNQ           |               |               |               |               |               |               |               |
| Players Championship         | DNQ           | DNQ           | DNQ           | DNQ           | DNQ           | DNQ           |               |               |               |               |               |               |               |
| Tour Championship            | NH            | DNQ           | DNQ           | DNQ           | DNQ           | DNQ           |               |               |               |               |               |               |               |
| World Championship           | A             | LQ            | LQ            | LQ            | LQ            | A             | LQ            |               |               |               |               |               |               |
| Dawne turnieje rankingowe    |               |               |               |               |               |               |               |               |               |               |               |               |               |
| Paul Hunter Classic          | LQ            | 1R            | NR            | nie rozegrano | nie rozegrano | nie rozegrano | nie rozegrano | nie rozegrano | nie rozegrano | nie rozegrano | nie rozegrano | nie rozegrano | nie rozegrano |
| WST Pro Series               | nie rozegrano | nie rozegrano | nie rozegrano | RR            | nie rozegrano | nie rozegrano | nie rozegrano |               |               |               |               |               |               |
| European Masters             | A             | A             | LQ            | 1R            | LQ            | A             | NH            |               |               |               |               |               |               |
| Dawne turnieje nierankingowe |               |               |               |               |               |               |               |               |               |               |               |               |               |
| Paul Hunter Classic          | Ranking       | Ranking       | 1R            | nie rozegrano | nie rozegrano | nie rozegrano | nie rozegrano | nie rozegrano | nie rozegrano | nie rozegrano | nie rozegrano | nie rozegrano | nie rozegrano |

1. 1 2 3 4 5 6  Był amatorem.
2. ↑  Nowi gracze w Tourze nie mają rankingu.

| Legenda tabeli wyników              | Legenda tabeli wyników       | Legenda tabeli wyników                     | Legenda tabeli wyników                                                              | Legenda tabeli wyników                     | Legenda tabeli wyników                     |
| ----------------------------------- | ---------------------------- | ------------------------------------------ | ----------------------------------------------------------------------------------- | ------------------------------------------ | ------------------------------------------ |
| LQ                                  | odpadnięcie w kwalifikacjach | #R                                         | odpadnięcie we wczesnej fazie turnieju (WR = runda dzikich kart, RR = faza grupowa) | QF                                         | przegrana w ćwierćfinale                   |
| SF                                  | przegrana w półfinale        | F                                          | przegrana w finale                                                                  | W                                          | zwycięstwo                                 |
| DNQ                                 | nie zakwalifikował/a się     | A                                          | nie brał/a udziału                                                                  | WD                                         | zrezygnował/a w trakcie turnieju           |
| Legenda oznaczeń w tabelach wyników |                              |                                            |                                                                                     |                                            |                                            |
| NH / Nie roz.                       | NH / Nie roz.                | Turniej nie odbył się.                     | Turniej nie odbył się.                                                              | Turniej nie odbył się.                     | Turniej nie odbył się.                     |
| NR / Nie-rank.                      | NR / Nie-rank.               | Turniej nie był zaliczany jako rankingowy. | Turniej nie był zaliczany jako rankingowy.                                          | Turniej nie był zaliczany jako rankingowy. | Turniej nie był zaliczany jako rankingowy. |
| R / Rank.                           | R / Rank.                    | Turniej był zaliczany jako rankingowy.     | Turniej był zaliczany jako rankingowy.                                              | Turniej był zaliczany jako rankingowy.     | Turniej był zaliczany jako rankingowy.     |
| MR / Minor-Rank.                    | MR / Minor-Rank.             | Turniej był zaliczany jako minor ranking.  | Turniej był zaliczany jako minor ranking.                                           | Turniej był zaliczany jako minor ranking.  | Turniej był zaliczany jako minor ranking.  |

## Finały w karierze

### Finały amatorskie: 8 (5-3)
| Rezultat  |    | Rok  | Turniej                                      | Przeciwnik                | Wynik |
| --------- | -- | ---- | -------------------------------------------- | ------------------------- | ----- |
| Zwycięzca | 1. | 2017 | Austrian Amateur Championship                | Oskar Charlesworth        | 5–0   |
| Zwycięzca | 2. | 2018 | Austrian Amateur Championship (2)            | Andreas Ploner            | 5–2   |
| Finalista | 1. | 2018 | EBSA European Under-18 Snooker Championships | Jackson Page              | 3–5   |
| Zwycięzca | 3. | 2019 | Austrian Amateur Championship (3)            | Andreas Ploner            | 5–4   |
| Zwycięzca | 4. | 2020 | Austrian Amateur Championship (4)            | Jérôme Liedtke            | 5–0   |
| Zwycięzca | 5. | 2022 | IBSF World Under-21 Snooker Championship     | Taweesap Kongkitchertchoo | 6–5   |
| Finalista | 2. | 2022 | EBSA European Under-21 Snooker Championships | Ben Mertens               | 1–5   |
| Finalista | 3. | 2023 | Q Tour – Playoff                             | Ashley Carty              | 2–5   |